# 范春园墓
范春园墓位于中国浙江省宁波市海曙区集士港镇山下庄村上河头自然村，民国墓葬，墓向西方，墓丘呈椭圆形，上下共分三层，由基座、墓碑、碑前挂件组成，碑首由整块石料雕刻而成，墓面两侧各立石柱两根，另饰石狮及孔雀衔桂图案，2010年公布为鄞州区文物保护单位，2018年12月28日因行政区划调整公布为海曙区文物保护单位。